# Большая Шалега
Большая Шалега — деревня в составе Большепесочнинского сельсовета в Уренском районе Нижегородской области.

## География
Находится на расстоянии примерно 13 километров по прямой на восток-северо-восток от районного центра города Урень.

## История
Известна с 1723 года, названа по местной речке. Деревня до 1768 года относилась к главной дворцовой канцелярии, потом Придворной конторы, с 1797 крестьяне стали удельными. Население было старообрядцами спасова согласия. В 1870 году было учтено 32 двора и 262 жителя, в 1916 году 57 дворов и 298 жителей. В советское время работал колхоз «Труженик». В 1978 году было 42 двора и 119 жителей, а в 1994 29 дворов и 58 жителей.

## Население
Постоянное население  составляло 52 человека (русские 100%) в 2002 году, 26 в 2010 .